# Bogidiella madeirae
Bogidiella madeirae is een vlokreeftensoort uit de familie van de Bogidiellidae. De wetenschappelijke naam van de soort is voor het eerst geldig gepubliceerd in 1994 door Stock.